# Grape Creek
Grape Creek és una concentració de població designada pel cens dels Estats Units a l'estat de Texas. Segons el cens del 2000 tenia 3.138 habitants.

## Demografia
Segons el cens del 2000, Grape Creek tenia 3.138 habitants, 1.124 habitatges, i 892 famílies. La densitat de població era de 70,4 habitants per km².
Dels 1.124 habitatges en un 38,9% hi vivien nens de menys de 18 anys, en un 64,4% hi vivien parelles casades, en un 11,1% dones solteres, i en un 20,6% no eren unitats familiars. En el 17,2% dels habitatges hi vivien persones soles el 6% de les quals corresponia a persones de 65 anys o més que vivien soles. El nombre mitjà de persones vivint en cada habitatge era de 2,79 i el nombre mitjà de persones que vivien en cada família era de 3,14.
Per edats la població es repartia de la següent manera: un 28,8% tenia menys de 18 anys, un 8,1% entre 18 i 24, un 27,3% entre 25 i 44, un 25,2% de 45 a 60 i un 10,5% 65 anys o més.
L'edat mediana era de 36 anys. Per cada 100 dones de 18 o més anys hi havia 95,2 homes.
La renda mediana per habitatge era de 35.046 $ i la renda mediana per família de 38.413 $. Els homes tenien una renda mediana de 30.931 $ mentre que les dones 19.957 $. La renda per capita de la població era de 14.806 $. Aproximadament el 15% de les famílies i el 15,5% de la població estaven per davall del llindar de pobresa.

## Poblacions més properes
El següent diagrama mostra les poblacions més properes.